# Kanalschwimmer
Kanalschwimmer ist ein Dokumentarfilm über das Kanalschwimmen am Ärmelkanal. Er wurde mit dem Deutschen Fernsehpreis 2005 in der Kategorie Dokumentation ausgezeichnet.

## Inhalt
Im Film beschäftigt sich der Regisseur Jörg Adolph mit der schier unmöglich scheinenden Herausforderung, den Ärmelkanal von Dover nach Calais (33 Kilometer) zu durchschwimmen.
Der erste erfolgreiche Kanalschwimmer am Ärmelkanal war der englische Kapitän Matthew Webb. Dieser absolvierte die Strecke als 27-Jähriger im August 1875 in einer Zeit von 21:45 Stunden. Zwar durchschwamm bereits im Mai desselben Jahres der amerikanische Rettungsschwimmer Paul Boyton den Ärmelkanal. Allerdings trug er bei seiner 23-stündigen Durchquerung einen Luft gefüllten Gummianzug und benutzte ein Paddel. Somit war Matthew Webb der erste Mensch, der den Ärmelkanal ohne Hilfsmittel durchschwamm. Damit setzte er ein ungeschriebenes Gesetz: Alle Schwimmer, die den Ärmelkanal durchschwimmen, tun dies ohne Neoprenanzug, Flossen oder Paddels. Lediglich Badehose (bzw. einen Badeanzug), Badekappe, sowie Schwimmbrille tragen die Schwimmer.
Im Film wird die Leidenschaft dokumentiert, die einige wenige Menschen haben, diesen Wasserweg schwimmend zu bewältigen. Unter ihnen ist auch der Langstreckenschwimmer Christof Wandratsch. Dieser setzte sich das Ziel, den damaligen Rekord von 07:17 Stunden (1994 aufgestellt vom US-Amerikaner Chad Hundeby) zu unterbieten. Er wurde dafür von einem Trainer vorbereitet und betreut.

## Trivia
Am 1. August 2005 gelang es Wandratsch, mit 07:03 Stunden den damaligen Rekord zu unterbieten.
Seit dem 24. August 2007 wird der Rekord jedoch vom Bulgaren Peter Stojtschew gehalten, der 06:57.50 benötigte.